# Будинок мистецтв і індустрій
Будинок мистецтв і індустрі́́й (англ. Arts and Industries Building) — є музеєм і розташований у центрі м. Вашингтон, США на Національній алеї. Є другою за віком найстарішою музейною будівлею в складі Смітсонівського інституту. Спочатку він називався Національний музей і був побудований, як перше гідне публічне приміщення для колекцій Смітсонівського інституту. Будинок спроєктували архітектори Адольф Класс та Пол Шульце, він відчинив свої двері у 1881 р. для інаугураційного балу Президента США Джеймса Гарфілда.

## Історія
Будинок було спроєктовано для розміщення «Столітньої експозиції Філадельфії» 1876 року. Після її закриття у самій Філадельфії експонати було вивезено на склад боєприпасів округу Колумбія у Вашингтон на розі Сьомої стріт та Індепенденс-Авеню в надії, що коли-небудь вони будуть виставлені у столиці. Спеціальним законом, внесеним на розгляд Конгресу США радою Смітсонівського інституту, було вирішено звести будівлю для цієї колекції. Документ містив план майбутньої будівлі, який розробив генерал Монтгомері Мейгс і нагадував адміністративний будинок у Філадельфії архітектора Джеймса Віндрома, який своєю чергою був схожий на будинок у м. Відень, Австрія, де розміщувалася експозиція «Вельтаусштеллюнг» 1873 року. (нім. Weltausstellung 1873 Wien). Кошти для будівництва були виділені у 1879 р.
У 1910 р експонати, що належать до природничої історії, передали у новий Національний музей природничої історії, а будинок перейменовано на його нинішню назву. 1964 року залишки експозиції передали у Національний музей історії і технології, нині знаний як Національний музей американської історії. 1976 року колекцію ракет і авіаційної техніки було переміщено в Національний музей авіації і космонавтики.